# Batalha de Hwangsanbeol
Batalha de Hwangsanbeol (Hangul: 전투 전투, Hanja: 黃山 ─ 戰 鬪) foi uma batalha que ocorreu entre as forças de Silla e Baekje em Hwangsanbeol (atualmente Nonsan) em 660.
Na época em que o rei Muyeol conseguiu o apoio do Imperador Gaozong, da China de Tang, o rei Uija levou Baekje à falência, por sua negligência nos assuntos do Estado. Em 660, o general Kim Yusin de Silla partiu com cinquenta mil homens para se encontrar com o exército Tang (com cerca de 122 711 a 130 000 homens) que estava sendo transportado pelo mar. Quando o rei Uija tomou conhecimento dessa invasão, já havia perdido o apoio de seus ministros e só conseguiu reunir cinco mil homens. Ele rapidamente nomeou o general Gyebaek como comandante das forças armadas e enviou-o para enfrentar Kim Yusin em batalha.
O exército de Baekje chegou primeiro a Hwangsanbeol. Gyebaek montou acampamento e reuniu suas tropas para fazer um discurso heróico. Ele lembrou os soldados dos exércitos da antiguidade quando Goujian derrotou uma força de setecentos mil com apenas cinco mil. Com esse discurso, as forças de Baekje recuperaram sua força e se prepararam para enfrentar as forças de Silla.
Kim Yusin logo chegou, e as forças de Silla atacaram as forças de Baekje. No entanto, lutando desesperadamente, as forças de Baekje repeliram o inimigo e venceram cinco escaramuças. As forças de Silla gradualmente perderam o moral, mas o general Kim Pumil enviou seu jovem filho e Hwarang, Kim Gwanchang, para, sozinho, sair e lutar contra o inimigo. Gwanchang foi capturado pelas forças de Baekje e libertado por Gyebaek. O jovem hwarang então retornou à base de Silla apenas para voltar e atacar novamente o inimigo. Gyebaek o capturou mais uma vez, e como respeitava seu jovem inimigo, executou Gwanchang e enviou seu corpo para a base de Silla.
Através do martírio de Gwanchang, as forças de Silla renovaram sua moral e Kim Yusin lançou um ataque total contra as forças de Baekje. No final, as forças Silla de Kim Yusin foram vitoriosas e Gyebaek morreu em batalha. Yusin afirmou mais tarde que seu inimigo era um homem de honra e bravura.
Esta batalha foi a última resistência de Baekje às forças da Aliança Silla/Tang, Baekje logo caiu quando Kim Yusin e o general chinês Su Dingfang  cercaram Gongju e o rei Uija se rendeu ao general chines.